# Nolana acuminata
Nolana acuminata es una de las 49 especies pertenecientes al género Nolana presentes en Chile, el cual corresponde a la familia de las solanáceas (Solanaceae). Esta especie en particular es una especie endémica que se encuentra distribuida principalmente en las zonas costeras del norte de Chile, desde la Región de Antofagasta hasta la Región de Valparaíso.

## Descripción
La Nolana acuminata se encuentra descrita como una planta anual, postrada, suculenta, pubescente y algo glandulosa. No supera los 40 cm de altura.
Se caracteriza por tener flores grandes, de 5 pétalos unidos con forma de campana o embudo o gamopétalas, su corola puede presentar distintos colores desde el blanco hasta el azul oscuro, pasando por flores de color celeste o lila. La parte interior de la flor o garganta es de color amarillo en el centro que se degradada a blanco hacia afuera. Posee 5 estambres desiguales en tamaño de color blanco y anteras blancas o levemente amarillas. Posee numerosos ovarios que pueden albergar una semilla cada uno. 
Su fruto es un esquizocarpio que contiene varias semillas pequeñas de color negro y de forma irregular.
A diferencia de otras especies de Nolana, según la morfología foliar de esta especie, las hojas basales son aovadas casi lineales, pecioladas y no tienen aroma, mientras que las hojas del tallo son acumitadas y/o lanceoladas aspecto que le da el nombre a esta especie, con más de 12 cm de longitud y 4 cm de ancho, son decurrentes o escamosas en la base y levemente asimétricas, el nervio medio que sostiene la hoja es oscuro en su base.
Crece en terrenos arenosos y pedregosos, forma poblaciones de grandes extensiones. Se distribuye desde el norte de Chile (23°33'S) hasta Chile central (33°00'S), crece desde los 0 hasta los 900 metros sobre el nivel del mar en sectores costeros y valles del interior. Requiere altas condiciones de luz ya que crece en lugares expuestos a pleno sol en lugares planos o en laderas de exposición norte.
En las regiones de Coquimbo y Valparaíso florece en forma anual normalmente en el mes de septiembre, mientras que en la región de Antofagasta y Atacama su floración es más esporádica y principalmente dependiente de lluvias que no superan los 100 mm al año. Es una especie resistente al estrés hídrico, pero no es resistente a las heladas. Habita en un clima de rusticidad USDA equivalente a zonas 10 y 11.
Es una especie considerada abundante.

## Nombres vernáculos
Esta especie es conocida comúnmente como 'Suspiro de campo' simplemente 'Suspiro'.

## Importancia
Esta es especie conocida como 'Suspiro de Campo' constituye una de las flores emblemáticas que aparecen durante la floración del fenómeno denominado Desierto florido 
Es considerada una planta con potencial ornamental.

## Amenazas
Una de las principales amenazas de esta especie la constituyen factores antrópicos como la urbanización y ocupación del borde costero, la actividad minera y últimamente por los más de 20.000 turistas que llegan a visitar el área del desierto florido durante los meses de floración y por el paso de vehículos durante competencias deportivas.